# Temporada 1980-81 de los Golden State Warriors
La temporada 1980-81 fue la trigésimo quinta de los Warriors en la NBA, la decimonovena en el Área de la Bahía de San Francisco, a donde llegaron procedentes de Filadelfia, y la décima en la ciudad de Oakland con la denominación de Golden State Warriors. La temporada regular acabó con 39 victorias y 43 derrotas, acabando en la séptima posición de la Conferencia Oeste, no logrando clasificarse para los playoffs.

## Elecciones en elDraft
| Ronda | Puesto | Jugador           | Posición  | Nacionalidad   | Universidad       |
| ----- | ------ | ----------------- | --------- | -------------- | ----------------- |
| 1     | 1      | Joe Barry Carroll | Pívot     | Estados Unidos | Purdue            |
| 1     | 13     | Rickey Brown      | Ala-Pívot | Estados Unidos | Mississippi State |
| 2     | 24     | Larry Smith       | Ala-Pívot | Estados Unidos | Alcorn            |
| 2     | 25     | Jeff Ruland       | Pívot     | Estados Unidos | Iona              |
| 7     | 141    | Lorenzo Romar     | Base      | Estados Unidos | Washington        |
| 9     | 182    | Billy Reid        | Escolta   | Estados Unidos | San Francisco     |

## Temporada regular
| División Pacífico        | División Pacífico | División Pacífico | División Pacífico | División Pacífico | División Pacífico | División Pacífico | División Pacífico | División Pacífico |
| Equipo                   | G                 | P                 | %                 | PD                | Casa              | Fuera             | Div               |                   |
| ------------------------ | ----------------- | ----------------- | ----------------- | ----------------- | ----------------- | ----------------- | ----------------- | ----------------- |
| y-Phoenix Suns           | 57                | 25                | .695              | –                 | 36–5              | 21–20             | 22–8              |                   |
| x-Los Angeles Lakers     | 54                | 28                | .659              | 3.0               | 30–11             | 24–17             | 19–11             |                   |
| x-Portland Trail Blazers | 45                | 37                | .549              | 12.0              | 30–11             | 15–26             | 18–12             |                   |
| Golden State Warriors    | 39                | 43                | .476              | 18.0              | 26–15             | 13–28             | 10–20             |                   |
| San Diego Clippers       | 36                | 46                | .439              | 21.0              | 22–19             | 14–27             | 14–16             |                   |
| Seattle SuperSonics      | 34                | 48                | .415              | 23.0              | 22–19             | 12–29             | 7–23              |                   |

## Estadísticas
| Rk | Jugador           | Edad | P  | PT | MP   | TC  | TCI  | %TC  | T3  | T3I | %T3  | TL  | TLI  | %TL   | RO  | RD  | RT   | AS  | RB  | TAP | BP  | FP  | PTS  |
| -- | ----------------- | ---- | -- | -- | ---- | --- | ---- | ---- | --- | --- | ---- | --- | ---- | ----- | --- | --- | ---- | --- | --- | --- | --- | --- | ---- |
| 1  | World B. Free     | 27   | 65 |    | 36.5 | 7.9 | 17.8 | .446 | 0.1 | 0.5 | .161 | 8.1 | 10.0 | .814  | 0.7 | 1.7 | 2.4  | 5.6 | 1.3 | 0.2 | 3.0 | 2.8 | 24.1 |
| 2  | Bernard King      | 24   | 81 |    | 36.0 | 9.0 | 15.4 | .588 | 0.0 | 0.1 | .333 | 3.8 | 5.4  | .703  | 2.2 | 4.6 | 6.8  | 3.5 | 0.9 | 0.4 | 3.3 | 3.8 | 21.9 |
| 3  | Joe Barry Carroll | 22   | 82 |    | 35.6 | 7.5 | 15.3 | .491 | 0.0 | 0.0 | .000 | 3.8 | 5.4  | .716  | 3.3 | 5.9 | 9.3  | 1.4 | 0.6 | 1.5 | 3.0 | 3.8 | 18.9 |
| 4  | Larry Smith       | 23   | 82 |    | 31.4 | 3.7 | 7.2  | .512 | 0.0 | 0.0 |      | 2.2 | 3.7  | .588  | 5.3 | 6.8 | 12.1 | 1.1 | 0.9 | 0.8 | 1.8 | 3.9 | 9.6  |
| 5  | Purvis Short      | 23   | 79 |    | 29.2 | 6.9 | 14.6 | .475 | 0.0 | 0.2 | .176 | 2.1 | 2.6  | .820  | 1.9 | 3.0 | 4.9  | 3.2 | 1.0 | 0.2 | 1.8 | 3.1 | 16.1 |
| 6  | John Lucas        | 27   | 66 |    | 29.1 | 3.4 | 7.7  | .439 | 0.1 | 0.4 | .167 | 1.6 | 2.2  | .738  | 0.5 | 1.8 | 2.3  | 7.0 | 1.3 | 0.0 | 2.8 | 2.1 | 8.4  |
| 7  | Joe Hassett       | 25   | 24 |    | 18.1 | 3.5 | 8.3  | .424 | 1.8 | 4.8 | .371 | 0.3 | 0.3  | .875  | 0.5 | 1.3 | 1.8  | 2.3 | 0.3 | 0.1 | 0.5 | 1.8 | 9.1  |
| 8  | Sonny Parker      | 25   | 73 |    | 18.0 | 2.6 | 5.3  | .492 | 0.0 | 0.0 |      | 1.3 | 1.8  | .734  | 1.4 | 1.3 | 2.7  | 1.5 | 0.9 | 0.2 | 1.2 | 1.5 | 6.5  |
| 9  | Lorenzo Romar     | 22   | 53 |    | 13.7 | 1.6 | 4.0  | .412 | 0.0 | 0.1 | .333 | 0.8 | 1.2  | .683  | 0.2 | 0.9 | 1.1  | 2.6 | 0.5 | 0.1 | 1.0 | 1.2 | 4.1  |
| 10 | Rickey Brown      | 22   | 45 |    | 12.9 | 1.8 | 3.6  | .512 | 0.0 | 0.0 |      | 0.4 | 0.5  | .762  | 1.2 | 2.5 | 3.7  | 0.5 | 0.2 | 0.3 | 0.7 | 2.3 | 4.0  |
| 11 | Clifford Ray      | 32   | 66 |    | 12.7 | 1.0 | 2.3  | .421 | 0.0 | 0.0 |      | 0.4 | 0.9  | .468  | 1.1 | 2.2 | 3.3  | 0.8 | 0.4 | 0.2 | 1.1 | 2.9 | 2.4  |
| 12 | Rudy White        | 27   | 4  |    | 10.8 | 2.3 | 4.5  | .500 | 0.0 | 0.0 |      | 1.0 | 1.0  | 1.000 | 0.0 | 0.0 | 0.0  | 0.5 | 1.0 | 0.0 | 0.8 | 1.8 | 5.5  |
| 13 | Billy Reid        | 23   | 59 |    | 10.1 | 1.4 | 3.1  | .454 | 0.0 | 0.1 | .000 | 0.4 | 0.7  | .564  | 0.5 | 0.6 | 1.0  | 1.2 | 0.6 | 0.1 | 1.3 | 1.9 | 3.2  |
| 14 | Phil Chenier      | 30   | 9  |    | 9.1  | 1.2 | 3.7  | .333 | 0.1 | 0.3 | .333 | 0.7 | 0.7  | 1.000 | 0.1 | 0.8 | 0.9  | 0.8 | 0.0 | 0.0 | 0.4 | 1.1 | 3.2  |
| 15 | Bill Mayfield     | 23   | 7  |    | 7.7  | 1.1 | 2.6  | .444 | 0.0 | 0.0 |      | 0.1 | 0.3  | .500  | 1.0 | 0.3 | 1.3  | 0.1 | 0.0 | 0.1 | 0.4 | 1.1 | 2.4  |
| 16 | John Mengelt      | 31   | 2  |    | 5.5  | 0.0 | 2.0  | .000 | 0.0 | 0.0 |      | 0.0 | 0.0  |       | 0.0 | 0.0 | 0.0  | 1.0 | 0.0 | 0.0 | 0.0 | 0.0 | 0.0  |
| 17 | Tom Abernethy     | 26   | 10 |    | 3.9  | 0.1 | 0.3  | .333 | 0.0 | 0.0 |      | 0.2 | 0.3  | .667  | 0.1 | 0.7 | 0.8  | 0.1 | 0.1 | 0.0 | 0.2 | 0.5 | 0.4  |

## Galardones y récords
| Jugador           | Galardón                            |
| Larry Smith       | Mejor quinteto de rookies de la NBA |
| Joe Barry Carroll | Mejor quinteto de rookies de la NBA |